# Ute Erdsiek-Rave

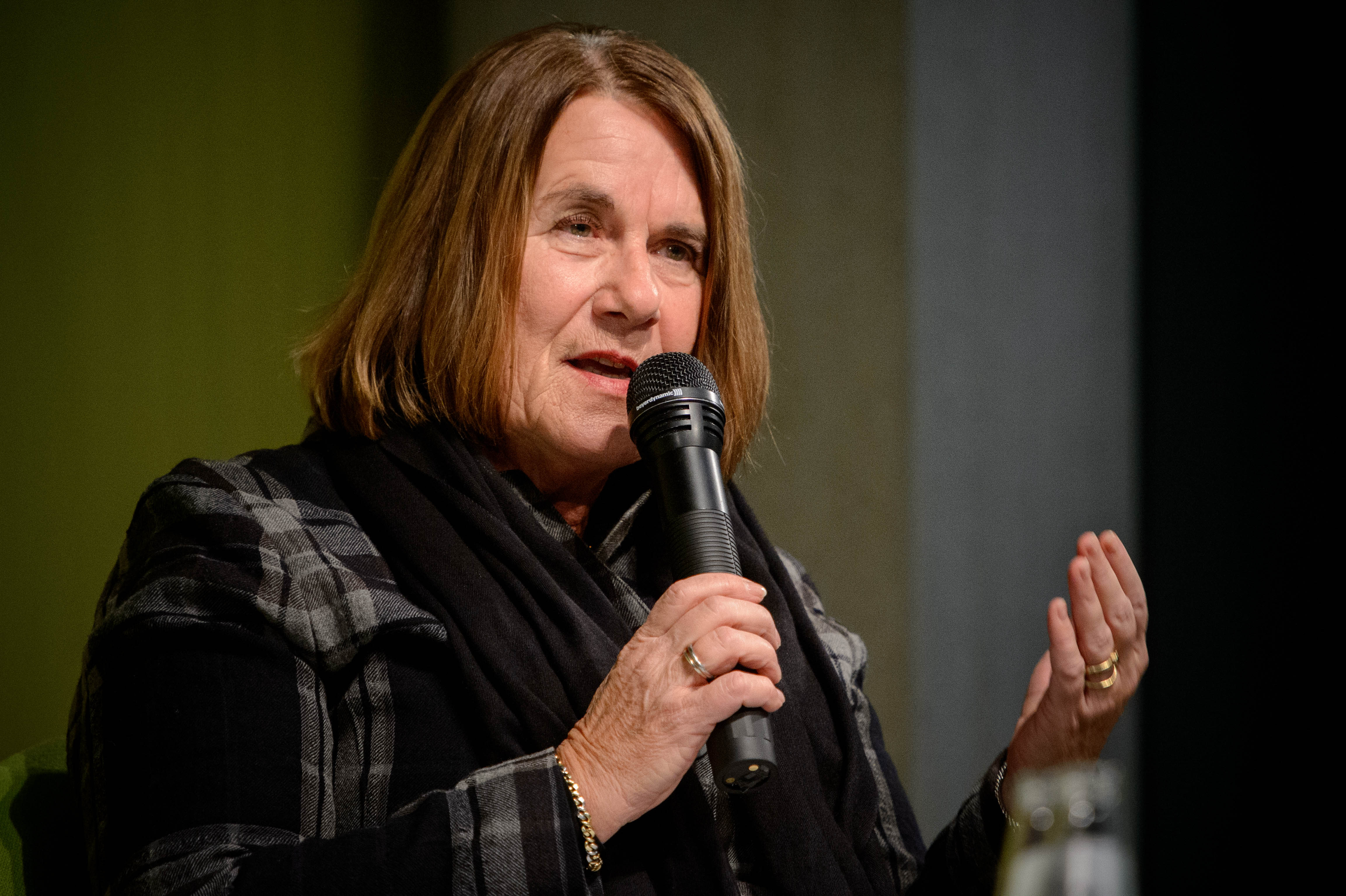
Ute Erdsiek-Rave 2013 bei der Veranstaltung „Die Schule im Dorf lassen“ der Heinrich-Böll-Stiftung Berlin.

Ute Erdsiek-Rave (* 2. Januar 1947 in Heide/Holstein) ist eine deutsche Politikerin (SPD). Sie war von 1998 bis 2009 Bildungsministerin und von 2005 bis 2009 auch Stellvertreterin des Ministerpräsidenten des Landes Schleswig-Holstein.

## Leben und Beruf
Nach dem Abitur 1966 begann sie zunächst ein Studium der Germanistik in Bochum und Kiel, wechselte dann aber an die Pädagogische Hochschule Kiel. Nach dem Staatsexamen war sie von 1972 bis 1974 als Lehrerin tätig. Danach arbeitete sie für drei Jahre in Stockholm, u. a. am Goethe-Institut. Seit 1977 war sie wieder im Schuldienst des Landes Schleswig-Holstein tätig. Erdsiek-Rave ist mit Klaus Rave verheiratet und hat zwei Töchter und einen Sohn.

## Politik
Seit 1969 ist Ute Erdsiek-Rave Mitglied der SPD Schleswig-Holstein. Von 1983 bis 1986 war sie stellvertretende Landesvorsitzende der Arbeitsgemeinschaft sozialdemokratischer Frauen. Bis Dezember 1987 war sie Mitglied des Kreistages des Kreises Rendsburg-Eckernförde. Hier fungierte sie als Vorsitzende des Schul- und Kulturausschusses. Von 1987 bis 2009 war sie Mitglied des Landtages von Schleswig-Holstein. Hier war sie von 1988 bis 1992 Stellvertretende Vorsitzende und von 1996 bis 1998 Vorsitzende der SPD-Landtagsfraktion.
Von 1992 bis 1996 war sie Präsidentin des Landtages von Schleswig-Holstein.

## Öffentliche Ämter
Am 28. Oktober 1998 wurde sie als Ministerin für Bildung, Wissenschaft, Forschung und Kultur in die von Ministerpräsidentin Heide Simonis geführte Landesregierung berufen.
Während dieser Zeit wurde der Bildungsauftrag von Kindertageseinrichtungen im Kita-Gesetz verankert und die allgemeine und spezielle Sprachförderung in den Kitas forciert. Die verlässliche Grundschule wurde eingeführt und der Vertretungsfonds „Jede Stunde zählt“ geschaffen. 2003 wurde mit dem Ausbau der offenen Ganztagsschule begonnen, dem später die gebundene Ganztagsschule folgte.
Sie war nach der missglückten Wiederwahl von Heide Simonis am 17. März 2005 zeitweise nur geschäftsführend im Amt.
Vom 27. April 2005 bis zum 20. Juli 2009 gehörte sie dem von Ministerpräsident Peter Harry Carstensen (CDU) geführten Kabinett der Großen Koalition als Ministerin für Bildung und Frauen sowie als Stellvertreterin des Ministerpräsidenten an.
In ihrer Funktion als Ministerin war sie 2006 Präsidentin der Kultusministerkonferenz der Länder.
Unter den gegebenen schwierigen politischen Bedingungen in Schleswig-Holstein schaffte sie es, zusammen mit der CDU ein neues Schulgesetz zu erarbeiten, das auch die Gemeinschaftsschule enthielt. Damit wurde die Volksschule in Schleswig-Holstein abgeschafft.
Die FAZ stellte in einer Würdigung heraus, dass Frau Erdsiek-Rave „maßgeblich die Koalition zusammengehalten [hatte] mit ihrer bedächtigen und ausgleichenden Art“.
Nach dem Bruch der Großen Koalition wurde Erdsiek-Rave ebenso wie alle anderen SPD-Minister am 20. Juli 2009 mit Ablauf des 21. Juli 2009 von Peter Harry Carstensen aus ihren Ämtern in der Landesregierung entlassen. Sie kündigte daraufhin ihren Rückzug aus der aktiven Politik an.
Zeitweise war sie u. a. Vorsitzende des Expertenkreises „Inklusive Bildung“ der Deutschen UNESCO-Kommission.

## Werke (Auswahl)
- Ute Erdsiek-Rave, Marei John-Ohnesorg (Hrsg.): Individuell Fördern mit multiprofessionellen Teams. Friedrich-Ebert-Stiftung, Berlin 2014, ISBN 978-3-86498-908-7.
- Ute Erdsiek-Rave, Marei John-Ohnsorg (Hrsg.): Inklusion in der beruflichen Ausbildung. FES, Berlin 2015, ISBN 978-3-95861-093-4.